# Миронов Євген Васильович
Євген Васильович Миронов (25 лютого 1945, місто Сталіно, тепер Донецьк) — перший секретар (лютий 1990 — серпень 1991) Донецького обласного комітету КПУ. Член ЦК КПУ в 1990—1991 роках. Член ЦК КПРС у 1990—1991 роках.

## Життєпис
Народився в багатодітній шахтарській родині. У 1948 році помер батько.
У 1963 році закінчив середню школу робочої молоді в Донецьку.
Трудову діяльність розпочав у 1963 році плитовим на шахті № 9 «Капітальна» тресту «Пролетарськвугілля» міста Донецька.
З липня 1964 до червня 1966 року був курсантом, потім — сержантом школи сержантського складу військової частини 2088 Радянської Армії, з червня 1966 року — старшиною роти Московського вищого пограничного командного училища КДБ.
Член КПРС з 1967 року.
З 1967 до 1973 року працював слюсарем із ремонту вагонів, дільничним гірничого нормувальника шахти № 9 «Капітальна» шахтоуправління «Червона Зірка» м. Донецьк.
У 1973 році закінчив вечірнє відділення економічного факультету Донецького державного університету.
У червні 1973 року обраний секретарем парторганізації шахтної дільниці. У 1973—1974 роках працював інструктором організаційного відділу Пролетарського районного комітету КПУ м. Донецька, у 1974—1975 роках — інструктором організаційного відділу Донецького міського комітету КПУ. У 1975 році призначений заступником завідувача організаційного відділу Донецького міського комітету КПУ.
З лютого 1977 до серпня 1978 року працював на посаді другого, а з 1978 року — першого секретаря Пролетарського районного комітету КПУ м. Донецька.
У 1981 році закінчив Вищу партійну школу при ЦК КПУ.
У 1983—1986 роках — інспектор ЦК КПУ в місті Києві. З квітня 1986 року працював у Москві інструктором відділу організаційно-партійної роботи ЦК КПРС, потім був відповідальним організатором відділу партійного будівництва і кадрової роботи ЦК КПРС.
31 серпня 1989 — 7 квітня 1990 року — 2-й секретар Донецького обласного комітету КПУ. 
9 лютого 1990 — серпень 1991 року — 1-й секретар Донецького обласного комітету КПУ.
Одружений. Троє дітей.